# Expulsions de Palestiniens en Cisjordanie (2025)

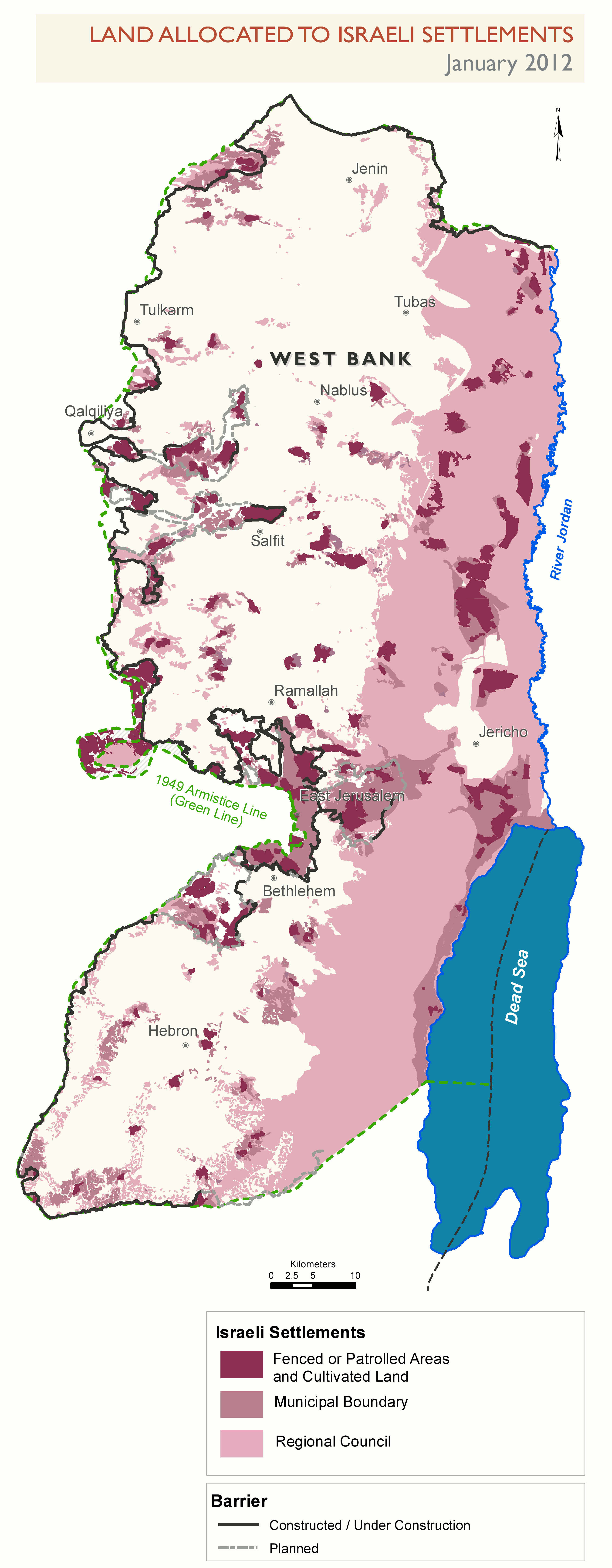
Cisjordanie en 2012 :
Zones en rouge : colonies israéliennes en Cisjordanie, territoire palestinien occupé (rouge foncé : terres clôturées, surveillées ou cultivées par les colons ; rose sombre et rose clair : territoires administratif des colonies). Ligne en tirets verts : ligne verte de 1949. Ligne noire : mur de séparation israélien.

Au début de l’année 2025, Israël expulse plusieurs dizaines de milliers de Palestiniens de Cisjordanie de leurs logements. Selon l’UNRWA, ce sont au moins 40 000 Palestiniens qui ont été expulsés de leur lieu d’habitation et forcés à partir,.
Cette campagne d’expulsions et de destructions est précédée par une recrudescence depuis 2023 des assauts de colons israéliens et de raids de l’armée israélienne contre les Palestiniens, faisant au moins 850 morts ayant fait 722 morts de entre le 7 octobre 2023 et le 7 octobre 2024, lors de 1654 attaques de colons, souvent alcoolisés et hurlant.
Dès l’entrée en vigueur du cessez-le-feu à Gaza, l’armée israélienne s’est tournée vers la Cisjordanie, y menant raids et destructions.

## Camp de Jénine
En décembre 2024 et janvier 2025, des affrontements armés ont opposé l’Autorité palestinienne, qui assure la sécurité en Cisjordanie selon les accords avec Israël, et des combattants palestiniens.
Le camp de Jénine, créé en 1953, comptait environ 30 000 résidents palestiniens enregistrés dont 13 000 encore présents au début de 2025. À partir du 21 janvier 2025, Israël entame l’expulsion totale du camp. Elle commence par la fermeture des écoles puis par l’expulsion des habitants, prévenus par haut-parleurs sur drones et véhicules de l’ordre d’évacuation. Une fois vidées, une partie des habitations sont détruites à l’explosif (au moins une centaine début février). Le camp avait déjà été rendu inhabitable par les bombardements ; de fortes perturbations dans la fourniture d’eau, d’électricité et dans la collecte des déchets ont aussi été relevées.
Le bilan total des expulsés varie entre 13 et 30 000 personnes.

## Tulkarem
L’opération est étendue à Tulkarem. Un couvre-feu permanent est imposé, les rues sont détruites par des bulldozers. Les habitants du camp de Jénine ont été dirigés vers Tulkarem et d’autres agglomérations. À Tulkarem, le bureau du Croissant-Rouge a été fermé, et les arrivées de médicaments et de vivres sont empêchées par l’armée israélienne.

## Camp de Nour Shams
L’expulsion du camp de Nour Shams, près de Tulkarem, commence le 9 février 2025, selon le même mode opératoire : ordre de partir transmis par drones, destruction des infrastructures au bulldozer. Les appartements vidés peuvent mis à sac,. Ici, environ 12 500 personnes ont été déplacés.

## Autres camps
Des affrontements ont lieu ailleurs dans le nord de la Cisjordanie.

## Discours israéliens
Nissim Vaturi, le vice-président de la Knesset a appelé le 24 février à « effacer Jénine ».